# Siergiej Lemieszew

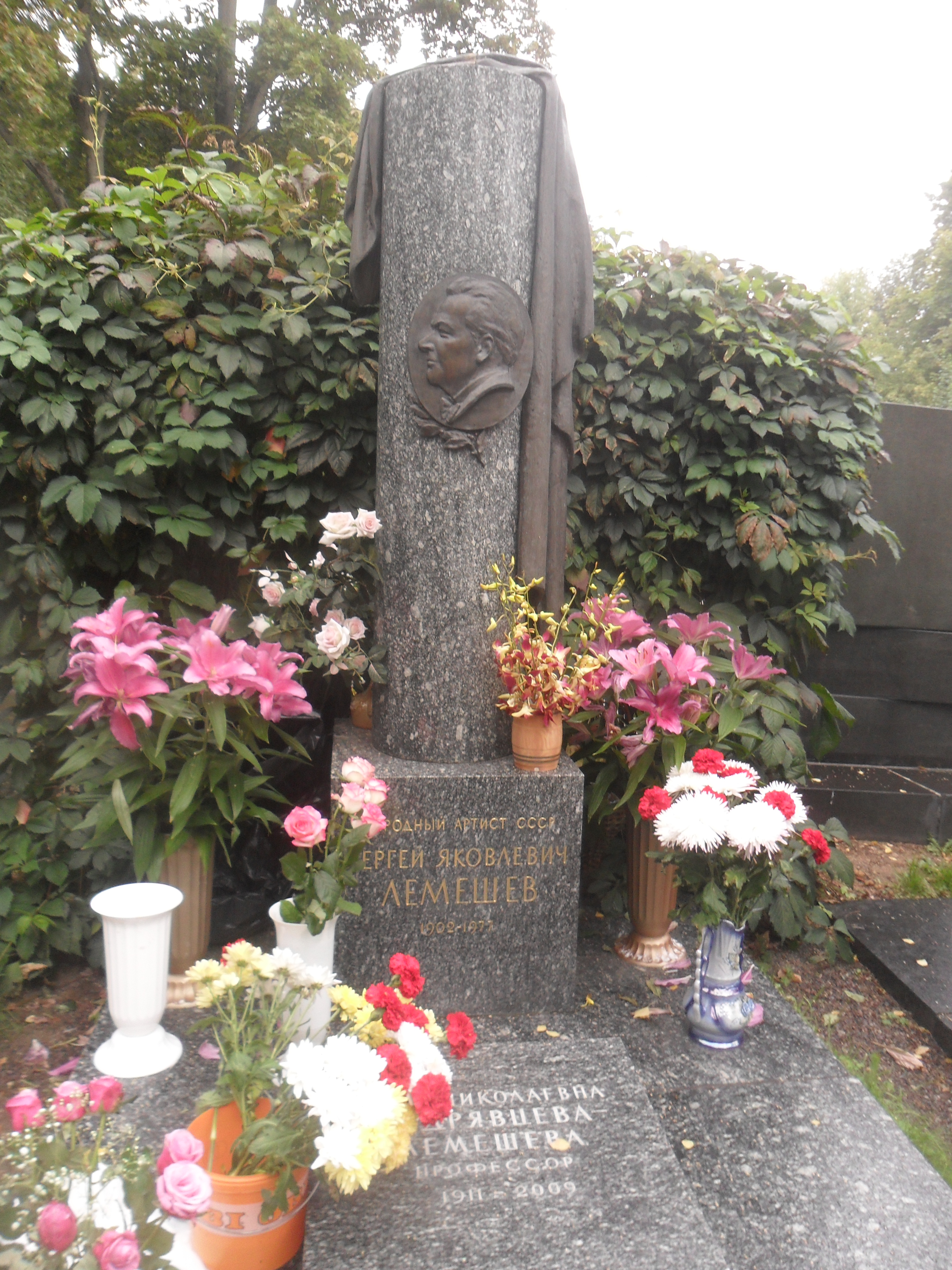
Grób Siergieja Lemieszewa na Cmentarzu Nowodziewiczym w Moskwie

Siergiej Jakowlewicz Lemieszew (ros. Серге́й Я́ковлевич Ле́мешев, ur. 27 czerwca?/10 lipca 1902 we wsi Staroje Kniaziewo w guberni twerskiej, zm. 26 czerwca 1977 w Moskwie) – rosyjski i radziecki śpiewak operowy (tenor), pedagog. Ludowy Artysta ZSRR (1950), kawaler trzech Orderów Lenina (1951, 1972, 1976), kawaler „Orderu Znak Honoru” (1937). Pochowany na Cmentarzu Nowodziewiczym w Moskwie.

## Wybrana filmografia
- 1940: Muzyka i miłość jako Pietia Goworkow

## Nagrody i odznaczenia
- Zasłużony Artysta RFSRR (1937)
- Nagroda Stalinowska II stopnia (1941)
- Ludowy Artysta ZSRR (1950)
- Trzy Ordery Lenina (1951, 1972, 1976)
- Order „Znak Honoru” (1937)